# Heesseler SV
Der Heesseler SV ist ein Sportverein im niedersächsischen Heeßel, einem Stadtteil von Burgdorf bei Hannover.

## Geschichte
Der Sportverein wurde 1973 lediglich mit einer kleinen Fußballsparte gegründet. Schnell kamen weitere Abteilungen hinzu, heute wird neben Fußball auch in den Sparten Badminton, Basketball, Fitness, Gesundheitssport, Radsport, Darts und Tischtennis trainiert. Insgesamt zählt der Verein rund 2.000 Mitglieder.
In der Saison 2006/07 wurde der Heesseler SV Meister in der Landesliga Hannover und stieg damit in die fünftklassige Niedersachsenliga auf. Nach der Ligareform 2008 spielte der Verein in der Saison 2008/09 weiterhin fünftklassig in der Oberliga Niedersachsen. Mit dem Erreichen des 15. Platz folgte 2009 jedoch der Abstieg in die Landesliga, in der die erste Mannschaft auch aktuell spielt. Im Jahre 2016 scheiterte eine geplante Fusion der Fußballabteilung mit jener der TSV Burgdorf zu Grün-Weiß Burgdorf-Heeßel.
Die Fußballabteilung zeichnet sich insbesondere durch ihre Jugendarbeit aus, so ist ein Großteil der Spieler im aktuellen Kader aus der eigenen Jugend, zudem wurden z. B. die ehemaligen Juniorenspieler Henrik Ernst und Hendrik Großöhmichen zu Profis.

## Spielstätte
Der Heesseler SV spielt an der Sportanlage Dorfstraße in Heeßel. Der Sportplatz bietet Platz für rund 1.000 Besucher.